# Richard Cumberland
Richard Cumberland (19 de febrero de 1732 - 7 de mayo de 1811) fue un dramaturgo inglés y diplomático. En 1771 fue puesta en escena por primera vez su obra más conocida: The West Indian. Durante la Guerra de Independencia de los Estados Unidos actuó como negociador secreto con España en un esfuerzo por asegurar un tratado de paz entre ambas naciones. En 1809, dos años antes de su muerte, editó un periódico de carácter crítico y efímera existencia llamado: The London Review.
Sus obras son a menudo recordadas por su representación comprensiva de personajes coloniales y en general de aquellos que son considerados marginados de la sociedad.  

## Primeros años
Richard Cumberland nació el 19 de febrero de 1732 en el Trinity College de Cambridge. Su padre fue el clérigo y más tarde obispo de Clonfert y Kilmore, Denison Cumberland. Su madre, Johanna Bentley fue durante largo tiempo ama de llaves del Trinity College. 
La hermana más joven de Cumberland, Mary, se convertiría más tarde en la poetisa Mary Alcock.
Cumberland recibió su primera educación en la escuela gramática de Bury St Edmunds y en 1744 se trasladó a la prestigiosa 
Westminster School en donde tuvo como compañeros de clase a  Warren Hastings, George Colman, Charles Churchill y William Cowper entre otros.
Dos años más tarde ingresó en el Trinity College donde se graduaría en 1750.

## Carrera política y diplomática
Al poco de acabar sus estudios, Cumberland se convirtió en el secretario privado del recién nombrado secretario de Comercio George Montagu-Dunk, duque de Halifax. En 1761 lord Halifax fue nombrado lord teniente de Irlanda y Cumberland le acompañó a Irlanda con el puesto de Secretario del Ulster. Se ofreció a Cumberland una baronía que rechazó.
Cuando en 1762 el duque de Halifax fue nombrado secretario de Estado del Departamento Norte, Cumberland ocupó la subsecretaría.
En 1775 ocupó el puesto de secretario de la Junta de Comercio y Plantaciones cargo que mantuvo hasta que las reformas Edmund Burke eliminaron el organismo en 1782. 

### Misión diplomática en Madrid
En 1780 fue enviado en misión confidencial a España para negociar un tratado de paz por separado durante la Guerra de Independencia de los Estados Unidos en un esfuerzo por debilitar la coalición antibritánica. A pesar de ser bien recibido por el rey Carlos III de España y su ministro el conde de Floridablanca, la cuestión del dominio sobre Gibraltar evitó que hubiera un acuerdo. En 1781 se le ordenó regresar a Londres y le fue negado el reintegro de sus gastos que ascendieron a 4500 libras y que se vio obligado a pagar de su bolsillo. Esto, unido a la pérdida de su puesto en la Junta de Comercio y Plantaciones, le llevó a ocupar un puesto en que apenas cobraba la mitad de su salario.  

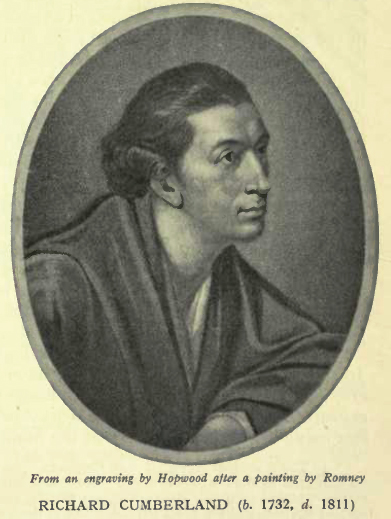

Sus últimos años los pasó en Londre donde murió el 7 de mayo de 1811. Fue enterrado en el Rincón de los Poetas de la abadía de Westminster.

## Carrera literaria
Cumberland escribió mucho pero es sobre todo recordado por sus obras de teatro y sus memorias. La existencia de esas memorias son debidas en gran parte a su amigo Richard Sharp quien junto a Samuel Rogers y Sir James Burgues le ofrecieron un considerable apoyo. Su colección de ensayos y otras piezas titulado The Observer(1785) y más tarde reeditado como The Clouds, está incluido entre Los Ensayistas Ingleses. 
Su primera obra, publicada en 1761, fue un drama titulado The Banishment of Cicero. En total escribió 54 obras de teatro, algunas de ellas aún inéditas, de las cuales la mitad son comedias y destacando sobre todo la comedia romántica en donde mezcla tramas domésticas, imposiciones retóricas de preceptos morales y humor. Cumberland se inspiró en el estilo de ficción sentimental de autores como Samuel Richardson, Henry Fielding y Laurence Sterne.    
Su tema favorito era la virtud amenazada o en peligro y sus personajes, en su mayoría mojigatos y coquetos, acostumbran a ser hombres de vivos sentimientos y mujeres jóvenes que en el 5.º acto siempre alcanzarán una recompensa.

## Obras

### Comedias más conocidas
- Calypso (1779)
- The Natural Son (1785)
- The Country Attorney (1787)
- The Impostors (1789)
- The School for Widows (1789)
- The Box-Lobby Challenge (1794)
- The Jew (1794)
- The Wheel of Fortune (1795)
- First Love (1795)
- The Last of the Family (1797)
- The Village Fete (1797)
- False Impressions (1797)
- The Sailor's Daughter (1804)
- Hint to Husbands (1806)

### Otros trabajos publicados en vida
- The Note of Hand (1774)
- The Princess of Parma (1778)
- The Widow of Delphi (1780)
- The Battle of Hastings (1778)
- The Carmelite (1784)
- The Mysterious Husband (1783)
- The Days of Yore (1796)
- The Clouds (1797)
- Joanna of Mondfaucon (1800)
- The Jew of Mogadore (1808)

### Trabajos publicados póstumamente
- The Walloons (1782)
- The Passive Husband (1798)
- The Eccentric Lover (1798)
- Lovers' Resolutions (1802)
- Confession
- Don Pedro (1796)
- Alcanor (1785)
- Torrendal
- The Sibyl, or The Elder Brutus
- Tiberius in Capreae
- The False Demetrius

### Adaptaciones
- Aristophanes' Clouds (1798)
- William Shakespeare's Timon of Athens (1771)
- Philip Massinger's The Bondman and The Duke of Milan (both 1779).

### Novelas
- Arundel (1789)
- Henry (1795)
- John de Lancaster (1809)